# Мартін (хокейний клуб)
Хокейний клуб «Мартін» (англ. MHC Martin) — хокейний клуб з м. Мартіна, Словаччина. Заснований у 1932 році. Виступає в Словацькій Екстралізі. 

## Назви клубів
- Славія Мартін (1932–1939)
- Сокол Турчанські Святи Мартін (1945-?)
- СК Мартін (?)
- Спартак Мартін (+/- 1957/58 +/-)
- ТЯ Гутник Мартін (?-1969)
- Гутник Мартін (1969/70)
- ТЯ Строярне Мартін (1970/71-1977)
- ЖТС Мартін (1978–1989)
- ХК Гутник ЖТС ТС (1990-1992/1993)
- Мартімекс ЖТС Мартін ()
- Мартімекс Мартін ()
- МХК Мартін (2000–2010)
- МХК Маунтфілд (2010–до сьогодні)

## Досягнення клубу
- Бронзовий призер Словацької Екстраліги — 1993/94, 2009/10.
- Володар Континентального кубку з хокею із шайбою — 2008/09 .

## Вихованці Мартіна в НХЛ
| Гравець       | Поз | Клуб НХЛ                            | І   | Г  | П   | О   | +/– | ШХ  |
| ------------- | --- | ----------------------------------- | --- | -- | --- | --- | --- | --- |
| Роберт Швегла | З   | Пантерс, Мейпл Ліфс                 | 655 | 68 | 267 | 335 | -5  | 649 |
| Здено Цігер   | КН  | Девілс, Ойлерз, Рейнджерс, Лайтнінг | 352 | 94 | 134 | 228 | -54 | 101 |
| Радован Сомик | КН  | Флайєрз                             | 113 | 12 | 20  | 32  | +7  | 27  |
| Ріхард Паник  | КН  | Лайтнінг                            | 75  | 8  | 14  | 22  | -11 | 25  |
| Петер Бартош  | КН  | Вайлд                               | 13  | 4  | 2   | 6   | +2  | 6   |
| Петер Смрек   | З   | Блюз, Рейнджерс                     | 28  | 2  | 4   | 6   | -5  | 18  |

## Інші відомі гравці
- Андрей Новотний
- Ото Гашчак
- Ян Табачек